# AVO (Unternehmen)

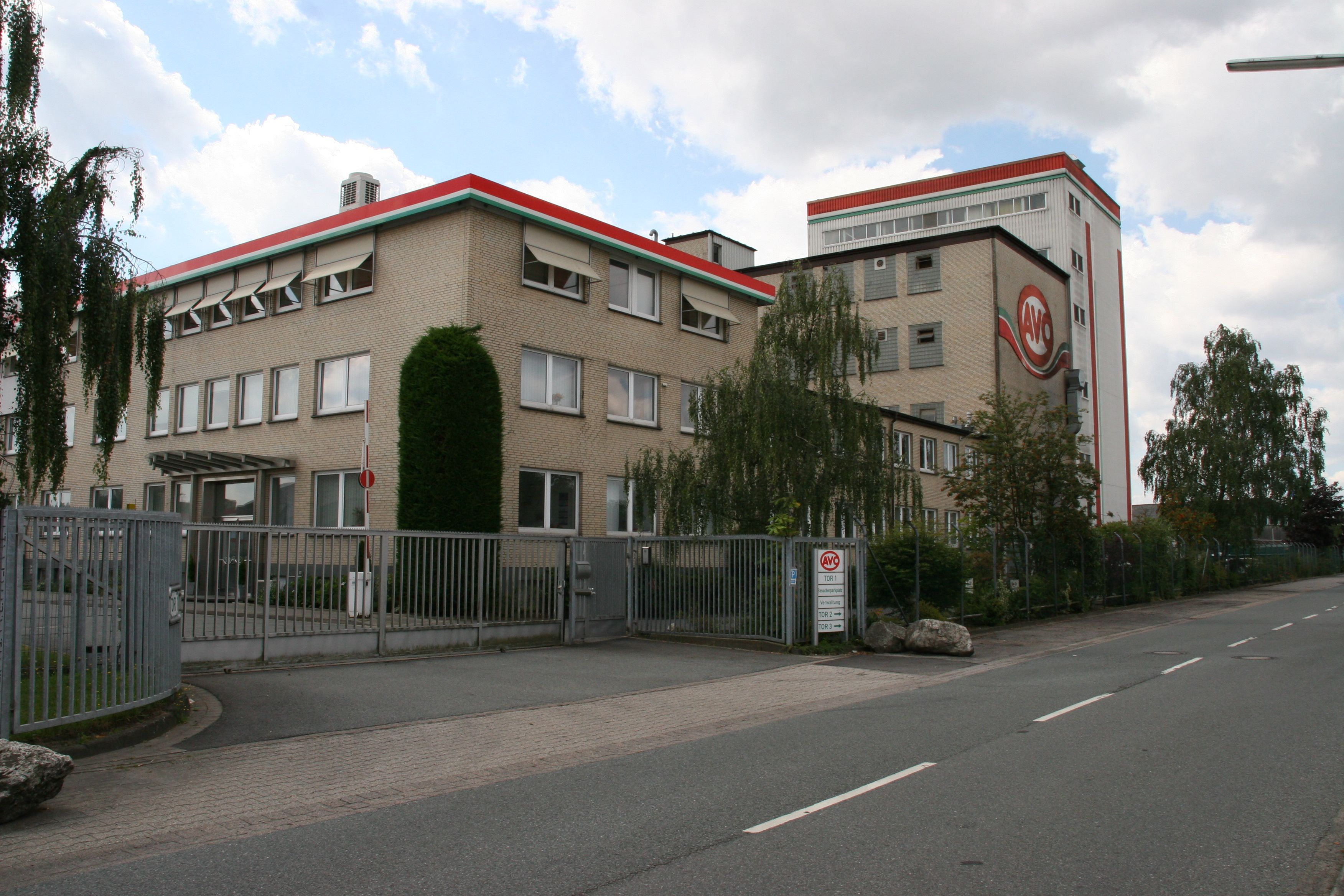
AVO-Werke: Verwaltung und Teile der Produktion

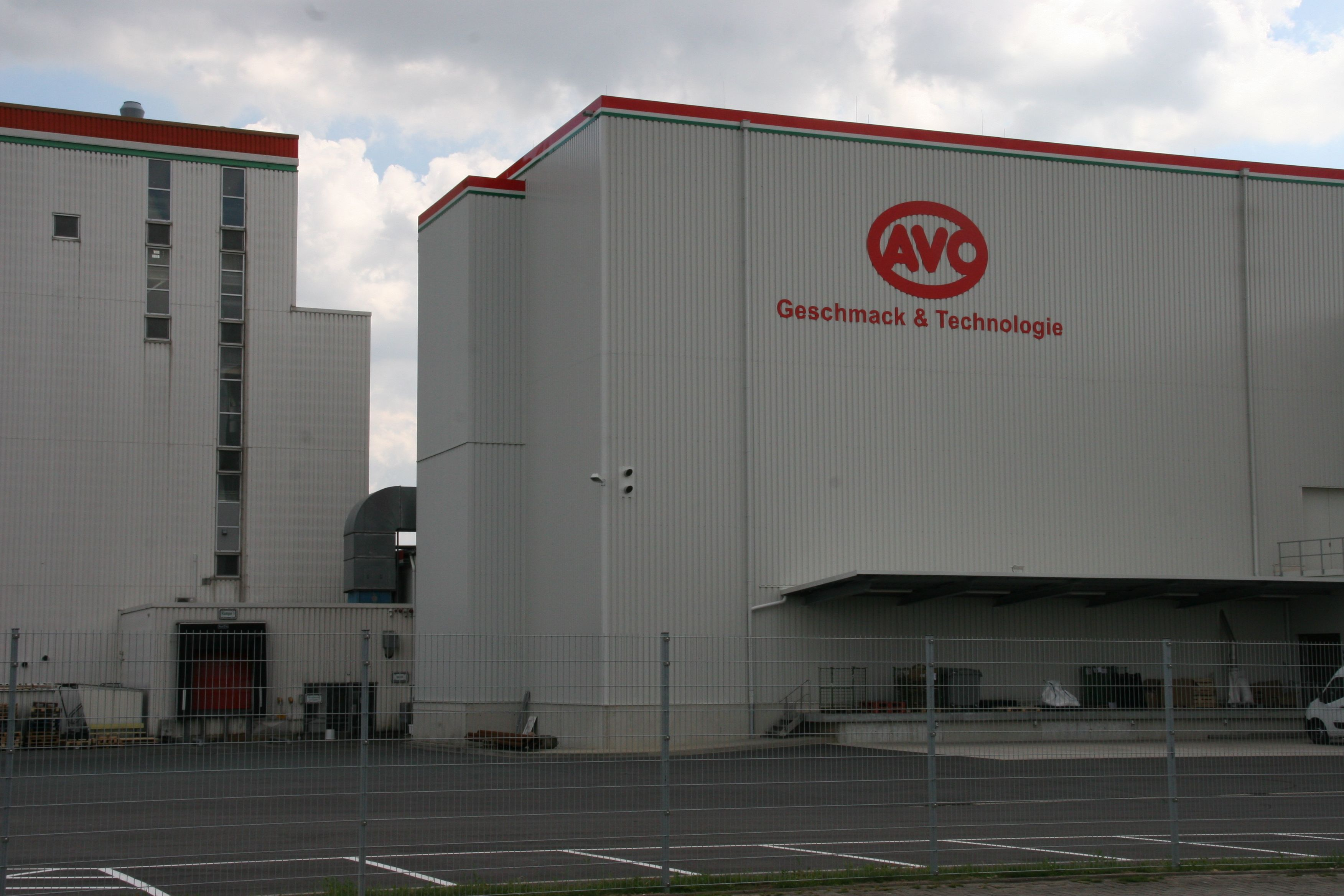
AVO-Werke: Neues Produktionsgebäude

Die AVO-Werke August Beisse GmbH in Belm bei Osnabrück ist ein deutsches Gewürzwerk mit über 700 Beschäftigten. Die Produktpalette umfasst etwa 8.000 Artikel aus den Bereichen Naturgewürzen, Gewürzmischungen, Flüssigwürzungen, Marinaden & Dressings, Zusatzstoffen, Elastiknetzen und Spezialdärmen. Beliefert werden Handwerk, Gastronomie, Industrie, Großhandel und Lebensmittelhandel.

## Geschichte
In den 1860er Jahren betrieb August Vodegel eine Fleischerei in Osnabrück an der Wachsbleiche/Ecke Stüvestraße gegenüber dem heutigen Institut für Informatik der Universität Osnabrück. Seine Gewürzmischungen wurden schnell bekannt und er gründete daraufhin im Jahre 1921 die Firma August Vodegel Osnabrück, woraus sich der Markenname AVO entwickelte. Nach dem Tod von August Vodegel übernahm Mitgesellschafter August Beisse die Führung des Unternehmens. Zweigwerke befinden sich seit 1970 in Ingwiller (Frankreich) und seit 1997 in Kobierzyce (Polen). Eine weitere hundertprozentige Tochtergesellschaft ist die Ph. Seyfried Gewürzmühle GmbH & Co. KG in Mannheim. Über diese Tochtergesellschaft wird ebenfalls das Geschäft mit Rohgewürzen, teilweise aus dem direkten Import aus den Herkunftsländern, für die verarbeitende Industrie betrieben. 